# Leptosphaeria folliculata
Leptosphaeria folliculata är en svampart som beskrevs av Ellis & Everh. 1890. Leptosphaeria folliculata ingår i släktet Leptosphaeria och familjen Leptosphaeriaceae.   Inga underarter finns listade i Catalogue of Life.